# Гурзуф (телесериал)
«Гурзуф» — российский телесериал, снятый в 2018 году студией «Эпик медиа»; сиквел сериала «Город».
Премьера многосерийного фильма состоялась с 28 по 31 мая 2018 года на «Первом канале».

## Сюжет
Южное побережье Крыма, 1965 год. Гурзуф, прежде спокойный город, накрывает волна убийств и разбойных нападений. За дело берётся начальник милиции Родион Стоцкий, имеющий связи в криминальной среде. Местный авторитет по кличке Чапай, у которого есть некий договор со Стоцким, полагает, что кто-то начал против него войну за передел сфер влияния на побережье. Тем временем судьба вновь сталкивает милиционера Тараса Зайцева, переехавшего из Струнёво в Бахчисарай, с вором Яшей Цыганом, который снова попадает в неприятную ситуацию.

## В ролях
- Пётр Фёдоров — Родион Стоцкий, начальник милиции
- Евгений Антропов — Тарас Зайцев, милиционер
- Александр Бухаров — Чапай, криминальный авторитет
- Мария Смольникова — Алина Морозова, возлюбленная Стоцкого
- Дарья Урсуляк — Регина Морозова, бывшая актриса
- Павел Чинарёв — Аркадий Лаврик, возлюбленный Регины
- Виталия Корниенко — Ася, дочь Алины Морозовой
- Вячеслав Чепурченко — Яша Цы́ган, вор
- Ольга Ергина — Маша Зайцева, жена Тараса
- Александр Вершинин — замминистра, высокопоставленный чиновник с криминальными связями
- Дмитрий Поднозов — Макар Семёнович Горюн, следователь
- Алексей Комашко — Иван Шкуропат, капитан милиции
- Тимур Бадалбейли — Боцман, уголовник
- Елена Нестерова — Галина Быстрова, сотрудница милиции
- Константин Чепурин — Савелий Куляк, фотограф-«стукач»

## Производство
Над «Гурзуфом» работала та же команда, что и над первой частью истории о милиционере Родионе Стоцком, сериалом «Город»: режиссер и сценарист Дмитрий Константинов (один из создателей «Оттепели»), композитор Дарин Сысоев, продюсеры Алексей Моисеев и Олег Пиганов («Отличница», «Практика»).
Съемки проекта проходили в Гурзуфе и в его окрестностях летом-осенью 2017 года. В том числе и на дороге, где снимали знаменитую сцену из «Кавказской пленницы», где Трус, Балбес и Бывалый, взялись за руки и перекрыли движение, чтобы поймать Нину. Еще одно известное место Гурзуфа, засветившееся в кадре, — это дача-музей Антона Павловича Чехова. Там поселили  Алину, героиню Марии Смольниковой. Зрители видят реальные советские пансионаты, настоящие виды пионерского лагеря «Артек» со сценой, которая сохранилась с 1960-х годов. Режиссер Дмитрий Константинов глубоко погрузился в эпоху и когда работал над сценарием, сам написал для экранных пионеров стихи в антураже эпохи.
Атмосферу 1960-х годов тщательно восстанавливали реквизиторы. Автомобили и мотоциклы, задействованные на съёмках, являются настоящими моделями тех лет. Одежда героев создавалась по старым фотографиям и журналам мод 60-х годов. Некоторые предметы одежды были взяты из личной коллекции художника по костюмам, Марка Ли, часть была куплена в Ялте и Севастополе у местных жителей, а пионерский костюм, прекрасно сохранившийся с тех времён, нашёлся на ялтинской киностудии.